# Großer Lubowsee
Das Naturschutzgebiet Großer Lubowsee liegt im Biosphärenreservat Schorfheide-Chorin auf dem Gebiet des Landkreises Barnim in Brandenburg.
Das rund 46,7 ha große Naturschutzgebiet, das den Großen Lubowsee  umschließt, erstreckt sich südlich von Grimnitz, einem Ortsteil der Stadt Joachimsthal, und nordöstlich von Jägerberg, einem Wohnplatz von Joachimsthal. Nördlich des Gebietes verläuft die Landesstraße L 220, westlich und südlich die L 23 und östlich die A 11. Nordwestlich des Gebietes erstreckt sich der Kleine Lubowsee, nordöstlich der 783 ha große Grimnitzsee und südwestlich der 765 ha große Werbellinsee.

## Bedeutung
Das Gebiet wurde mit Verordnung vom 12. September 1990 unter der Kennung 1067 unter Naturschutz gestellt. Schutzziel ist die „Erhaltung und Förderung von Lebensstätten bedrohter Tier- und Pflanzenarten des Lubowsees und der Bruchgebiete.“